# Aridelus exilis
Aridelus exilis är en stekelart som först beskrevs av Turner 1927.  Aridelus exilis ingår i släktet Aridelus och familjen bracksteklar. Inga underarter finns listade.